# FC Noroc Nimoreni
Der FC Nimoc Nimoreni ist ein 2008 gegründeter moldauischer Frauenfußballverein aus Nimoreni. Die Heimspiele bestreitet der Klub im Stadionul Nimoreni (1.000 Plätze).

## Geschichte
Der Verein nimmt seit der Saison 2010/11 an der Moldovan Women’s Football League teil. In der Saison 2011/12 gelang ihnen deutlich der Gewinn der Meisterschaft. Mit diesem Erfolg qualifizierten sie sich für die UEFA Women’s Champions League 2012/13, wo sie aber alle drei Spiele deutlich in ihrer Gruppe verloren. In der Saison 2012/13 der heimischen Liga verloren sie im letzten Spiel gegen CS Goliador Chișinău den Titel.

## Erfolge
- Meister: 2012, 2015, 2017
- Pokalsieger: 2012, 2014, 2016

## UEFA Women’s Champions League
| Wettbewerb                            | Runde    | Gegner               | Spiel |
| ------------------------------------- | -------- | -------------------- | ----- |
| UEFA Women’s Champions League 2012/13 | Gruppe 8 | PK-35 Vantaa         | 0:6   |
| UEFA Women’s Champions League 2012/13 | Gruppe 8 | Glasgow City LFC     | 0:11  |
| UEFA Women’s Champions League 2012/13 | Gruppe 8 | ZNK Osijek           | 1:11  |
| UEFA Women’s Champions League 2015/16 | Gruppe 6 | ZNK Osijek           | 0:4   |
| UEFA Women’s Champions League 2015/16 | Gruppe 6 | ŽFK Spartak Subotica | 1:4   |
| UEFA Women’s Champions League 2015/16 | Gruppe 6 | CF Benfica           | 0:3   |
| UEFA Women’s Champions League 2017/18 | Gruppe 5 | SK Sturm Graz        | 0:4   |
| UEFA Women’s Champions League 2017/18 | Gruppe 5 | Apollon Limassol     | 0:6   |
| UEFA Women’s Champions League 2017/18 | Gruppe 5 | FC NSA Sofia         | 0:1   |